# Литий-серный аккумулятор
Литий-серный аккумулятор (сокращённо — Li-S, ЛСА) — вторичный химический источник тока, в котором катод жидкий с содержанием серы отделён от электролита специальной мембраной.

## Показатели
- Теоретическая удельная энергоёмкость: до 2600[1] Вт·ч/кг (до 9360 кДж/кг)
- Удельная энергоёмкость: 250–500 Вт·ч/кг (900-1800 кДж/кг)
- Удельная энергоплотность: 218[2] Вт·ч/дм3 (785 кДж/дм3)
- Удельная плотность конструкции: н/д кг/дм3
- Количество циклов заряд-разряд до потери 20% ёмкости: 1000[3] (1500 без потерь ёмкости, при токах 0,05-1 С[4])
- Срок хранения: н/д лет
- Саморазряд при комнатной температуре: н/д % в месяц
- Напряжение: 2.1[2][5] В; 1,7-2,5[4] В
- Удельная мощность: н/д Вт/кг (при разряде током н/д С)
- Диапазон рабочих температур: от -40°C[1]
- КПД: н/д %
- Стоимость: достижима менее $100/кВт·ч[4] (10 Вт⋅ч/$)

## Устройство и принцип работы
Аккумулятор сделан многослойным, между анодом и катодом расположены анодные и катодные мембраны и слой электролита.
Конструкция такого аккумулятора схожа с литий-ионными аккумуляторами, однако, в отличие от него, литий-серный аккумулятор использует вместе с литиевым анодом серосодержащий катод, за счёт чего увеличивается его удельная зарядовая ёмкость. Другая особенность Li-S — возможность использовать жидкий катод, увеличивая таким образом плотность тока через него.

### Электро-химическая реакция
Реакция литий-серного аккумулятора совпадает с реакцией натрий-серного аккумулятора, только в данном случае роль натрия выполняет литий:
Разряд
S8 → Li2S8 → Li2S6 → Li2S4 → Li2S3
Заряд
Li2S → Li2S2 → Li2S3 → Li2S4 → Li2S6 → Li2S8 → S8

## Оценка
Примечательна удельная энергоёмкость литий-серных аккумуляторов, составляющая уже у первых образцов до 300 Вт·ч/кг.
К другим достоинствам литий-серного аккумулятора можно отнести отсутствие необходимости использовать компоненты защиты, низкая себестоимость, широкий диапазон рабочих температур и общую экологическую безопасность.
К недостаткам литий-серного аккумулятора следует отнести очень короткое время жизни (всего 50-60 циклов заряд-разряд). Однако, последние образцы имеют долговечность 1000 и более циклов.

## История

### Разработка
Первые образцы подобных аккумуляторов были разработаны в 2004 году компанией Sion Power из США.
В 2006 эта компания представила опытный образец аккумулятора размером 11×35×55 мм и ёмкостью 2,2 А⋅ч при напряжении 2,1 В.
В результате исследований, команде ученых из Стэнфорда удалось стабилизировать время жизни на уровне 100 циклов заряд-разряда, при падении ёмкости на 10-20% от изначальной. Однако примененный учеными способ (добавление полиэтиленгликоля, полуокисленного графена и микрочастиц сажи) приводит к очень высокому разбросу показателей катодов - лучшие из них теряют 10% ёмкости, худшие — 25%.
В 2013-м году учёными из Лаборатории Беркли(США) достигнута энергоёмкость 500 Вт·ч/кг и около 250 Вт·ч/кг при заряде/разряде токами 0,05 и 1 C соответственно; долговечность при этом составила не менее 1500 циклов заряда-разряда без потери ёмкости.

### Использование
Именно такой тип аккумуляторов использовался в августе 2008 года при рекордно высоком и продолжительном полёте на самолёте на солнечных батареях.